# Estorde
Estorde es un aldea situada en la costa noroeste de Galicia (España). Pertenece a la parroquia de Toba y está englobada en el municipio de Cee.
Posee una población de 129 vecinos (INE 2020).
Su playa tiene una longitud aproximada de 350m y una anchura media de 30m. Desde el año 2004 está catalogada como Bandera Azul, gracias a que cumple todos los requisitos exigidos por el Ministerio de Medio Ambiente para la obtención de esta categoría.
Aunque forma parte de la conocida Costa de la Muerte, sus aguas resultan muy tranquilas y propicias para el baño, gracias a su estratégica ubicación. De arena fina y blanca, y con servicios que hacen más cómoda la estancia en la misma, resulta ideal para el baño y la práctica de diversas actividades deportivas y de pesca.
La festividad local se celebra el 16 de junio, día de San Adrián, patrón de la iglesia de Toba, a la que pertenece.

## Toponimia
El topónimo que da nombre a esta aldea es de origen desconocido.
Según contactos recientes con el Instituto da Lingua Galega y en concreto con su director y secretario de la Comisión de Toponimia de la Junta de Galicia, parece ser que se trata de una palabra vacía.
Sin embargo, en mapas antiguos aparece en ocasiones como Istorde. Asimismo otros textos hablan del verbo estordegar, que viene a tener un significado similar a serpentear, zigzaguear, forma que presenta sobre el terreno el pequeño riachuelo que pasa por la aldea y desemboca en la playa, pudiendo venir su origen de esta palabra.